# Sølvstøv
Sølvstøv (russisk: Серебристая пыль) er en sovjetisk film fra 1953 af Abram Room.

## Handling
Filmen er en science-fiction fortælling, der foregår i USA og viser Vestens forfald og Vestens militarisme, racisme, videnskabelig korruption, religiøs fanatisme osv.
Videnskabmanden Steel har kun et mål i tilværelsen: Penge. En dag opfinder han et kraftfuldt nyt masseødelæggelsesvåben, der kan dræbe mennesker, et dødbringende radioaktivt sølvgråt støv. To militærindustrielle giganter kæmper om retten til at skaffe sig Steeles opfindelse, en kamp der involverer masser af amerikanske gangstere ... 

## Medvirkende
- Mikhail Bolduman som Samuel Steal
- Sofija Piljavskaja som Doris Steal
- Valentina Usjakova som Jen O'Connel
- Nikolaj Timofejev som Allan O'Connel
- Vsevolod Larionov som Harry Steal